# مدال خدمات ممتاز دفاعی
مدال خدمات ممتاز دفاعی (انگلیسی: Defense Distinguished Service Medal) یک نشان نظامی در وزارت دفاع ایالات متحده است که به سربازان نیروهای مسلح ایالات متحده برای انجام وظایف فوق‌العاده‌ای که به امنیت ملی یا دفاع ایالات متحده مرتبط می‌باشد، اهدا می‌شود. این مدال در ۹ ژوئیه ۱۹۷۰ توسط رئیس‌جمهور ریچارد نیکسون در فرمان اجرایی ۱۱۵۴۵ ایجاد شد. پرزیدنت نیکسون اولین مدال را، در روز امضای فرمان اجرایی، به ژنرال ارل ویلر، که پس از خدمت به‌عنوان رئیس ستاد نیروی زمینی ایالات متحده آمریکا و سپس رئیس ستاد مشترک نیروهای مسلح ایالات متحده آمریکا در حال بازنشستگی بود، اعطا کرد.